# Seznam kanadskih tenisačev
Seznam kanadskih tenisačev.

## A
- Françoise Abanda
- Bianca Andreescu
- Félix Auger-Aliassime

## B
- Carling Bassett-Seguso
- Robert Bédard
- Mike Belkin
- Philip Bester
- Stéphane Bonneau
- Eugenie Bouchard
- Peter Burwash

## C
- Grant Connell

## D
- Gabriela Dabrowski
- Frank Dancevic
- Steven Diez

## F
- Leylah Fernandez
- Sharon Fichman
- Don Fontana

## G
- Réjean Génois

## H
- Jill Hetherington
- Patricia Hy-Boulais

## J
- Sonya Jeyaseelan

## K
- Helen Kelesi
- Renata Kolbovic

## L
- Sébastien Lareau
- Simon Larose
- Martin Laurendeau
- Richard Legendre
- Jesse Levine

## M
- Rebecca Marino
- Glenn Michibata

## N
- Jana Nejedly
- Daniel Nestor
- Edward Nguyen
- Frédéric Niemeyer

## P
- Filip Peliwo
- Peter Polansky
- Vasek Pospisil
- Dale Power
- Chris Pridham

## R
- Milos Raonic
- Eloi Roux
- Greg Rusedski

## S
- Brayden Schnur
- Adil Shamasdin
- Denis Shapovalov
- Andrew Sznajder

## T
- Heidi El Tabakh

## W
- Martin Wostenholme
- Aleksandra Wozniak

## Z
- Carol Zhao